# Lluís Molins de Mur
Lluís Molins de Mur (Sabadell, Vallès Occidental, 1911 - Sabadell, Vallès Occidental, 2006) fou un pintor sabadellenc. Es conserva obra seva al Museu d'Art de Sabadell, entre les quals destaca un Autoretrat. El mateix museu li va dedicar una exposició retrospectiva el 2006.

## Exposicions[5]

### Exposicions indifiduals
- 1942. Acadèmia de Belles Arts de Sabadell (juliol).
- 1942. Acadèmia de Belles Arts de Sabadell (novembre).
- 1947. Acadèmia de Belles Arts de Sabadell.

### Exposicions col·lectives
- 1942. Acadèmia de Belles Arts de Sabadell.
- 1942. Exposició Nacional de Belles Arts, Barcelona.[6]
- 1943. Acadèmia de Belles Arts de Sabadell.
- 1944. Acadèmia de Belles Arts de Sabadell.
- 1946. Col·lectiva de socis del Cercle Sabadellès.
- 1948. Acadèmia de Belles Arts de Sabadell (abril).
- 1948. Acadèmia de Belles Arts de Sabadell (estiu).
- 1949. Acadèmia de Belles Arts de Sabadell.
- 1950. Acadèmia de Belles Arts de Sabadell.
- 1953. Primer Saló Biennal de Belles Arts. Caixa d'Estalvis de Sabadell.
- 1955. Segon Saló Biennal de Belles Arts. Caixa d'Estalvis de Sabadell.
- 1957. Tercer Saló Biennal de Belles Arts. Caixa d'Estalvis de Sabadell.
- 1959. Quart Saló Biennal de Belles Arts. Caixa d'Estalvis de Sabadell.